# Paris-Tours 1997
La 91e édition de Paris-Tours a eu lieu le 5 octobre 1997. Elle constitue la neuvième épreuve de la Coupe du monde de cyclisme et est remportée par Andreï Tchmil de l'équipe Lotto.

## Classement final
|    | Coureur             | Pays               | Équipe                |    | Temps           |
| -- | ------------------- | ------------------ | --------------------- | -- | --------------- |
| 1  | Andreï Tchmil       | Belgique           | Lotto                 | en | 5 h 23 min 44 s |
| 2  | Maximilian Sciandri | Royaume-Uni        | La Française des Jeux | +  | 4 s             |
| 3  | Henk Vogels         | Australie          | Gan                   |    | 4 s             |
| 4  | Claudio Camin       | Italie             | Brescialat            |    | m.t.            |
| 5  | Ján Svorada         | République tchèque | Mapei                 |    | m.t.            |
| 6  | Mirko Rossato       | Italie             | Scrigno - Gaerne      |    | m.t.            |
| 7  | Biagio Conte        | Italie             | Scrigno - Gaerne      |    | m.t.            |
| 8  | Aart Vierhouten     | Pays-Bas           | Rabobank              |    | m.t.            |
| 9  | Léon van Bon        | Pays-Bas           | Rabobank              |    | m.t.            |
| 10 | Luca Gelfi          | Italie             | Brescialat            |    | m.t.            |